# Чивава
Чивава (шп. Estado de Chihuahua), држава је на северу Мексика. Са површином од 244.938 2, то је највећа савезна држава Мексика. У њој живи 3.556.574 становника (податак из 2015). 

## Географија
На западу се граничи са Сонором, на северу са САД-ом (Нови Мексико и Тексас), на истоку са Коауилом, на југозападу са Синалоом, на југу са Дурангом. 
Највећи град државе није њен главни град Чивава, већ Сијудад Хуарез на реци Рио Браво, прекопута града Ел Пасо у Тексасу. Држава је установљена 1824.
Држава Чивава се налази на пустињској висоравни која се стрмо спушта ка западу. У овим планинама се налази највећа туристичка атракција државе, сликовити Бакарни кањон (шп. Barranca del Cobre). 

## Становништво
| 1990.     | 1995.     | 2000.     | 2005.     | 2010.     |
| --------- | --------- | --------- | --------- | --------- |
| 2.441.873 | 2.793.537 | 3.052.907 | 3.241.444 | 3.406.465 |